# Victor Vasarely

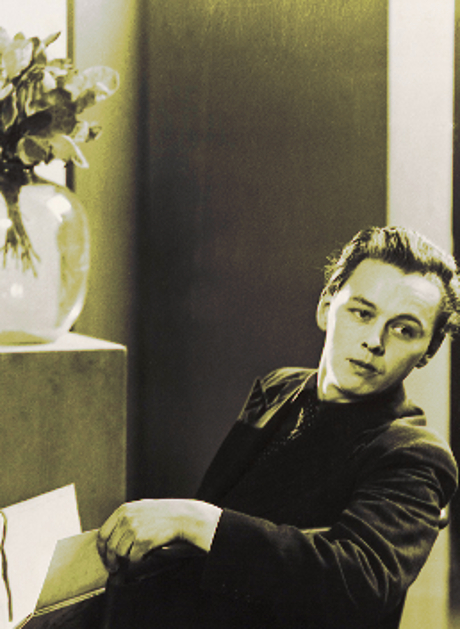
Victor Vasarely

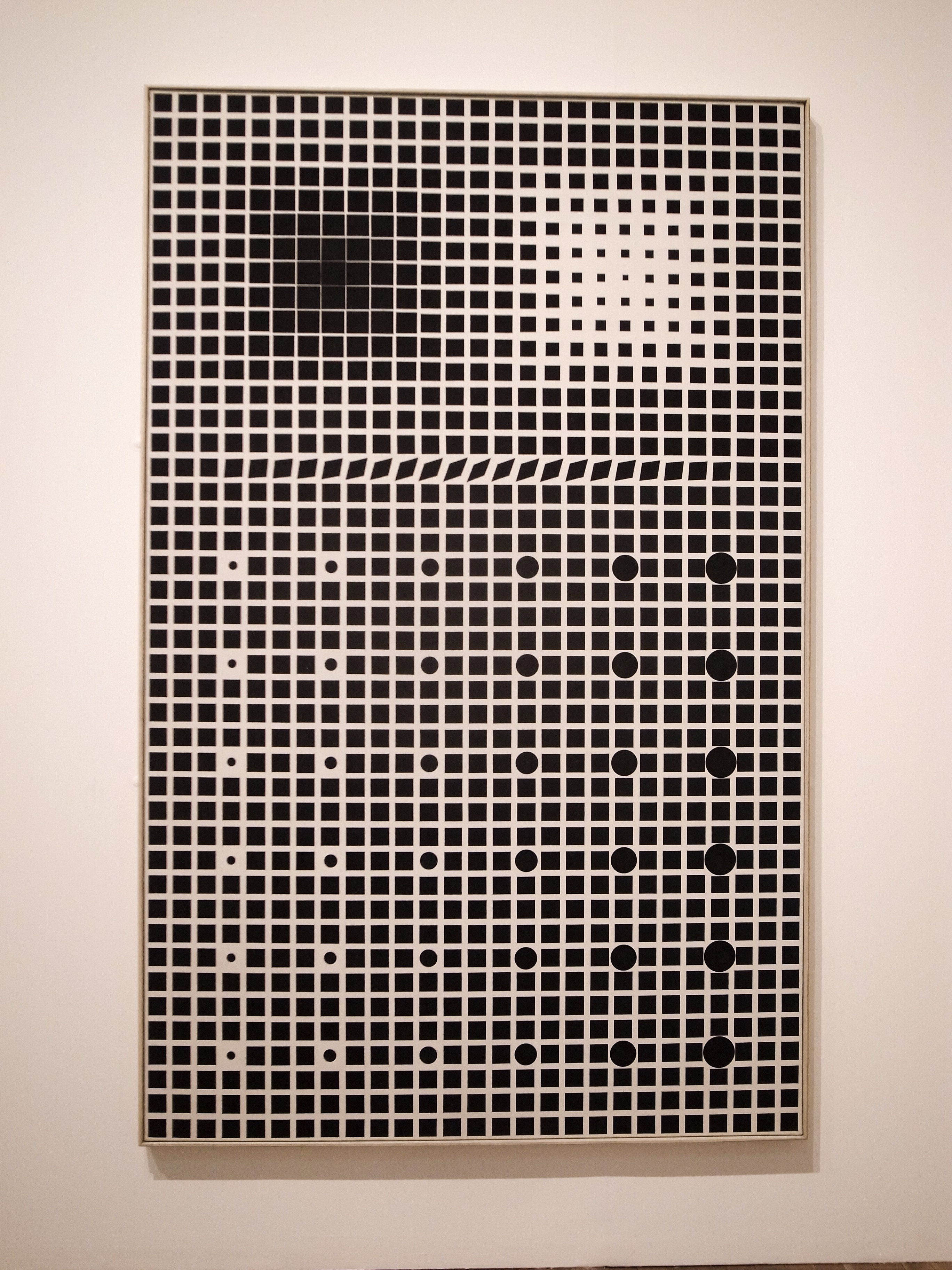
Supernovae
(1959-61)

Victor Vasarely (Pécs, 9 april 1906 – Parijs, 15 maart 1997) was een Frans-Hongaars kunstenaar en een van de belangrijkste vertegenwoordigers van de op-art.

## Leven en werk
Vasarely werd geboren als Győző Csiszár, later nam hij de naam Győző Vásárhelyi aan. Hij begon zijn opleiding in 1925 aan de universiteit van Boedapest, waar hij medicijnen studeerde. Hij brak deze studie af en begon in 1927 aan een tekenopleiding op de privéschool van Podolini Volkmann. Hij studeerde vervolgens vanaf 1928 bij Sándor Bortnyik. Hij zette zijn studie van 1929 tot 1930 voort aan diens atelier, een op de leest van het Bauhaus geschoeide academie in Boedapest. Daar leerde hij ook zijn latere echtgenote Klara Spinner kennen.
In 1930 vertrok hij naar Parijs en werkte er als decorateur en reclametekenaar. Hij begon een systeem te ontwikkelen waarin hij voorwerpen uit het dagelijks leven abstraheerde.

## Op-art
Vasarely werd een van de leidende figuren van de geometrisch abstracte schilderkunst, die ook wel op-art (van: optical art) genoemd wordt en die in de jaren zestig in Europa en Amerika grote bekendheid kreeg.
Gewoonlijk werkte Vasarely met sterke contrasten, aanvankelijk in zwart-wit, later ook in kleur. Het effect van zijn lijnen en de manier waarop hij ze gebruikt is dat de indruk ontstaat dat alles in het beeldvlak begint te vibreren.

## Musea
In zijn geboorteplaats, de Zuid-Hongaarse stad Pécs, en in Boedapest zijn musea aan zijn leven en werk gewijd. Ook in het Franse Aix-en-Provence is een Vasarely-museum gevestigd. Hier ligt de nadruk op samenwerking tussen kunst, architectuur en stedenbouwkunde.
| - Victor Vasarely - Vasarely Museum in Pécs - Vasarely Museum in Boedapest - Beeld van Vasarely in Boedapest bij het Déli Pályaudvar (treinstation zuid) - Een kunstwerk van Vasarely in Pécs - Nationale Schouwburg in Győr (1978) |